# CJ・カオ

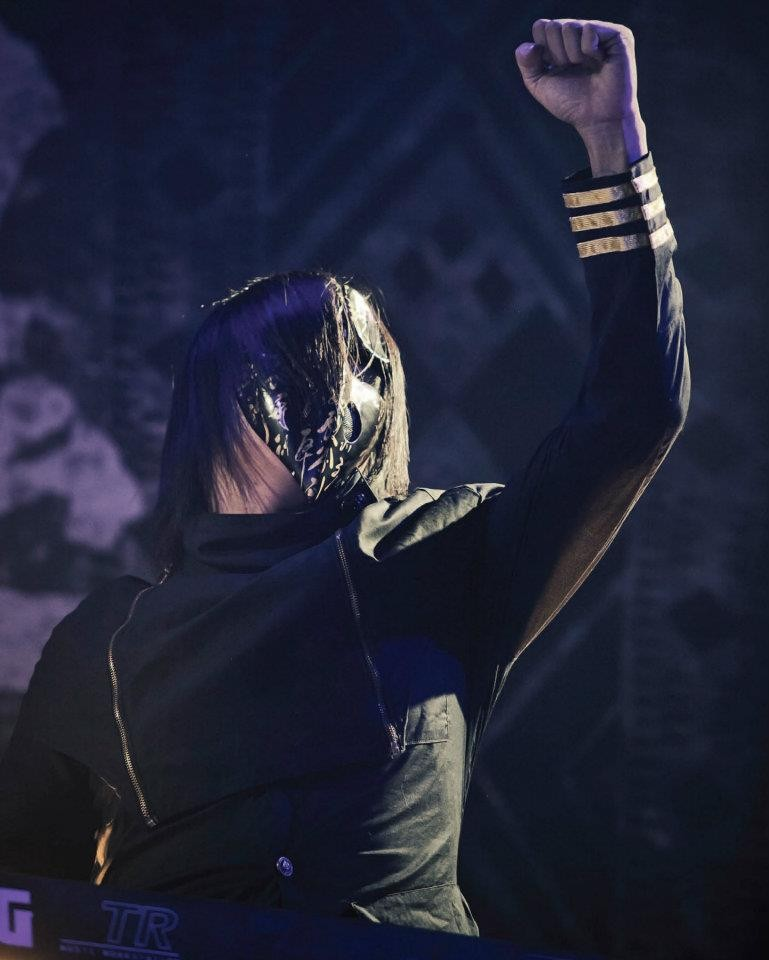
CJ・カオ

CJ・カオ（CJ Kao、本名：高嘉嶸）は、台湾のミュージシャンである。ヘヴィメタルバンド・ソニックのメンバーであり、キーボード担当。

## 来歴
台中第一中学校と国立ZTE大学食品科学部を卒業。SENSE Orchestraを結成し、第15回台湾全国人気音楽コンクールで最優秀キーボード奏者賞を獲得した経験がある。2004年ゴールデンメロディ賞「最優秀」に選出された。
2005年、ソニックに加入。キーボード担当として活動している。他には電子オルガン、ピアノも演奏している。
レコーディングスタジオ「CJ Studio」を設立。

## エピソード
ソニックのメンバーの中でも料理人担当であり、2007年のソニックOZZFESTツアーの最終ツアーでは台湾料理を準備したことがある。